# Anfallet mot Nya Varvet (1717)
Anfallet mot Nya Varvet (1717) var en militär drabbning i Göta älvs mynning natten och tidiga morgonen den 2–3 maj (g.s.) 1717, mellan en anfallande dansk flottstyrka och svenska försvarare. För att få slut på den svenska kaparverksamheten utförde den unge kommendören Peder Tordenskjold ett anfall mot hamn- och varvsanläggningarna i Göteborg natten till den 3 maj 1717.
På grund av oenighet mellan danska officerare gick överraskningsmomentet förlorat och svenskarna fick tid att organisera försvaret. Efter ett antal timmars strid i Göta älvs mynning slogs anfallet tillbaka. Tordenskjolds omdöme i samband med genomförandet av attacken ifrågasattes senare av hans överordnade.

## Bakgrund
Under senare delen av Stora nordiska kriget var den svenska ekonomin hårt ansträngd. Det innebar bland annat att det blev allt svårare att bemanna och utrusta flottans fartyg i Göteborg, den så kallade Göteborgseskadern. 
| ” | Var besättningarna skola tagas, lärer Hr generalmajoren och viceguvernören bäst vara bekant, efter de ännu intet äro ankomne, icke heller förnimmes en styver uti kassan vara influten sedan min senaste rekvisition till expeditionens verkställande… [utrustande av fartyg] är icke så lätt att göra som att lägga sadeln på en häst och därmed fortrida, eftersom sjöväsendet har en helt annan natur och egenskap. | „ |
| – Skrivelse den 26 mars 1716 från Göteborgseskaderns chef, viceamiral Axel Lewenhaupt, till viceguvernören i Göteborg, generalmajor Reinhold Patkull, som beordrat att Göteborgseskadern omedelbart skulle göras segelfärdig. | |   |

Samtidigt blomstrade kaparverksamheten, som också var baserad i Göteborg. De flesta kaparfartygen tillhörde kaparredaren Lars Gathe. I slutet av 1715 adlades han med namnet Gathenhielm och i januari 1716 utnämndes han till kommendör för att kunna föra befäl över hela kaparflottan. För att inte Göteborgseskadern skulle ligga helt stilla lånade styrkans chef, viceamiral Axel Lewenhaupt, ut fregatten Älvsborg mot borgen till bröderna Lars och Christian Gathe. Bröderna kunde då genom att betala fartygets besättning och utrustning använda fartyget i sin kaparverksamhet. I maj 1716 avgick Lewenhaupt som chef för Göteborgseskadern. Han efterträddes på order av Karl XII av arméofficeren, generalguvernören över Göteborgs och Bohus län, fältmarskalk Carl Gustaf Mörner af Morlanda. Mörner skulle nu förutom sina ordinarie administrativa sysslor, dessutom leda sjöteknisk verksamhet.
Efter det katastrofala svenska nederlaget i slaget vid Dynekilen nära Strömstad sommaren 1716, tvingades kung Karl XII till återtåg från sitt fälttåg i Norge. Slagets segrare, den 26-årige Peder Tordenskjold, befordrades till kommendör och chef för den danska Nordsjöeskadern. Han var inte underställd den befälhavande generalen i Norge, Erhard Wedel Jarlsberg, men skulle rådfråga honom i alla viktiga angelägenheter och fick inte sätta stora operationer i verket utan dennes godkännande. Om det var bråttom skulle Tordenskjold ta beslut tillsammans med närvarande fartygsbefälhavare. Under hösten 1716 inträffade ett antal dansk-norska motgångar till sjöss. Det organiserade svenska kaperiet orsakade fortfarande problem för sjöförbindelserna inom det dansk-norska riket. Eftersom det inte gick att få stopp på kaparfartygen till sjöss började Tordenskjold planera för en attack mot deras hemmabaser i Göteborg, Nya Varvet och det längre in i hamnen liggande Gamla Varvet.

## Förberedelser till slaget
I februari 1717 började danska fartyg att blockera Göteborgs hamninlopp. Under slutet av mars undersökte Tordenskiold och några av hans fartygschefer hur de svenska fartygen var förlagda, och konstaterade att de tyngsta fartygen, fregatterna, bara var delvis rustade. Genom att nattetid smyga förbi fästningen Nya Älvsborg räknade han med att kunna förstöra Göteborgseskadern och Lars Gathenhielms kapare, samt varv och förrådsbyggnader. Däremot fanns inga planer på att anfalla staden Göteborg. Överraskningsmomentet var viktigt för att kunna lyckas, eftersom det förutom på Nya Älvsborg fanns svenska kanonbatterier på båda sidor av hamninloppet.

### Samarbetsproblem
Tordenskiold och en av hans officerskolleger, kapten Christian Vosbein, hade allt svårare att samarbeta. Vosbein, som var fem år äldre, hade tjänstgjort på engelska och holländska örlogsfartyg och var försiktigare till sin läggning än den impulsive Tordenskiold. Sommaren 1713 hade Vosbein som befälhavare på fregatten Søe-Ridderen befälet också över Tordenskiold, som var befälhavare på sin fregatt Løvendals Galley och som då hade den lägre graden kaptenlöjtnant.

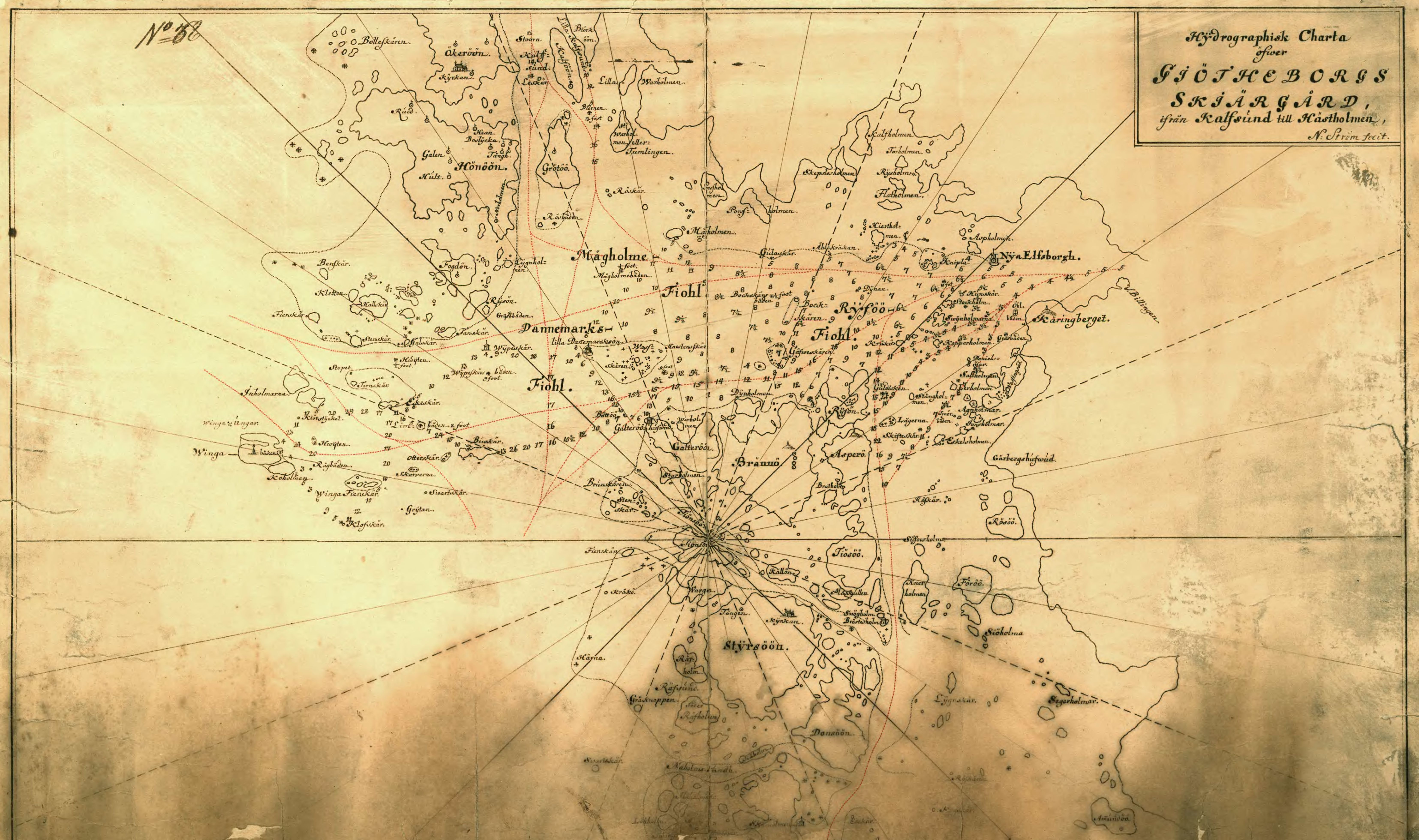
Svenskt sjökort över Göteborgs skärgård från tidigt 1700-tal. Djup anges i famnar eller fot. Källa: Krigsarkivet.

På våren 1717 var Tordenskiold kommendör och i stället chef över Vosbein. Den 30 mars jagade tre danska örlogsfartyg utanför Göteborgs skärgård efter två svenska örlogsfartyg som desperat försökte hinna fram till Nya Älvsborg för att få skydd. Då Vosbein med sin fregatt som främsta danska fartyg kom till Vinga blev han rekommenderad av sin styrman att avbryta jakten, eftersom skärgården var okänd och fartyget inte hade lots. Strax efter kom fregatten Hvide Ørn och var också tveksam till förföljande och båda beslöt att brassa upp (stoppa). Sist kom Tordenskiold på linjeskeppet Laaland med Vosbeins lots ombord. Han lät avfyra ett skarpt skott mellan de två fregatterna och ropade "Hvad ligger I der og nøler efter! Hvad Fanden ligger I opbrast efter? Hvi forfølger I icke Fienden?". Vosbein förklarade att han med sin lots ombord skulle göra vad han kunde, men fick inget svar från Tordenskiold som fortsatte med Laaland in mot Nya Älvsborg. Sedan de svenska fartygen hunnit i skydd avbröts jakten.
Ytterligare händelser och missförstånd ökade spänningen mellan Tordenskiold och Vosbein. Den senare hade fått nog, och skickade en begäran till Köpenhamn om att få bli förflyttad. Innan beslut var taget skickade Vosbein något senare uppsnappade svenska brev direkt till Köpenhamn i stället för till general Wedel, vilket fick generalen att skriva klagobrev till Tordenskiold.
Förberedelser för anfallet mot Nya Varvet gjordes av Tordenskiold i norska Fredrikstad. Här lastades stora mängder ammunition och brännbart material. Det senare skulle användas för att sätta de svenska fartygen i brand. Cirka 4 000 man deltog i anfallet, varav cirka 1 800 soldater, bland annat 7 kompanier från Bergenshus regemente. Den 28 april seglade Tordenskiolds eskader bestående av 96 skepp ut från Fredrikstad, men mer än 60 av dessa var handelsfartyg som skulle till Danmark. Planen var att 30 av örlogsskeppen i konvojen skulle se ut att vara eskort till handelsfartygen, men i höjd med Göteborg skulle de bryta sig loss och segla mot Sverige. På grund av vindförhållandena kunde inte planen genomföras, utan hela flottstyrkan samlades i Fladstrand på Jylland, nuvarande Fredrikshavn.

### Svenska förberedelser
På svensk sida hade man tidigt märkt att något var i görningen. Chefen för Göteborgseskadern hade i flera brev redan från mitten av januari 1717 uttryckt en allt starkare oro för att de dansk-norska trupperna planerade att "tentera något skadligt". Däremot var man osäker på viken plats som skulle utsättas för ett eventuellt anfall. I januari godkände också Karl XII att Gathenhielm fick låna örlogsfregatterna Halmstad och Fredricus för sin kaparverksamhet, på samma sätt som fregatten Älvsborg lånats tidigare. Till besättningar fick även kronans båtsmän utnyttjas.

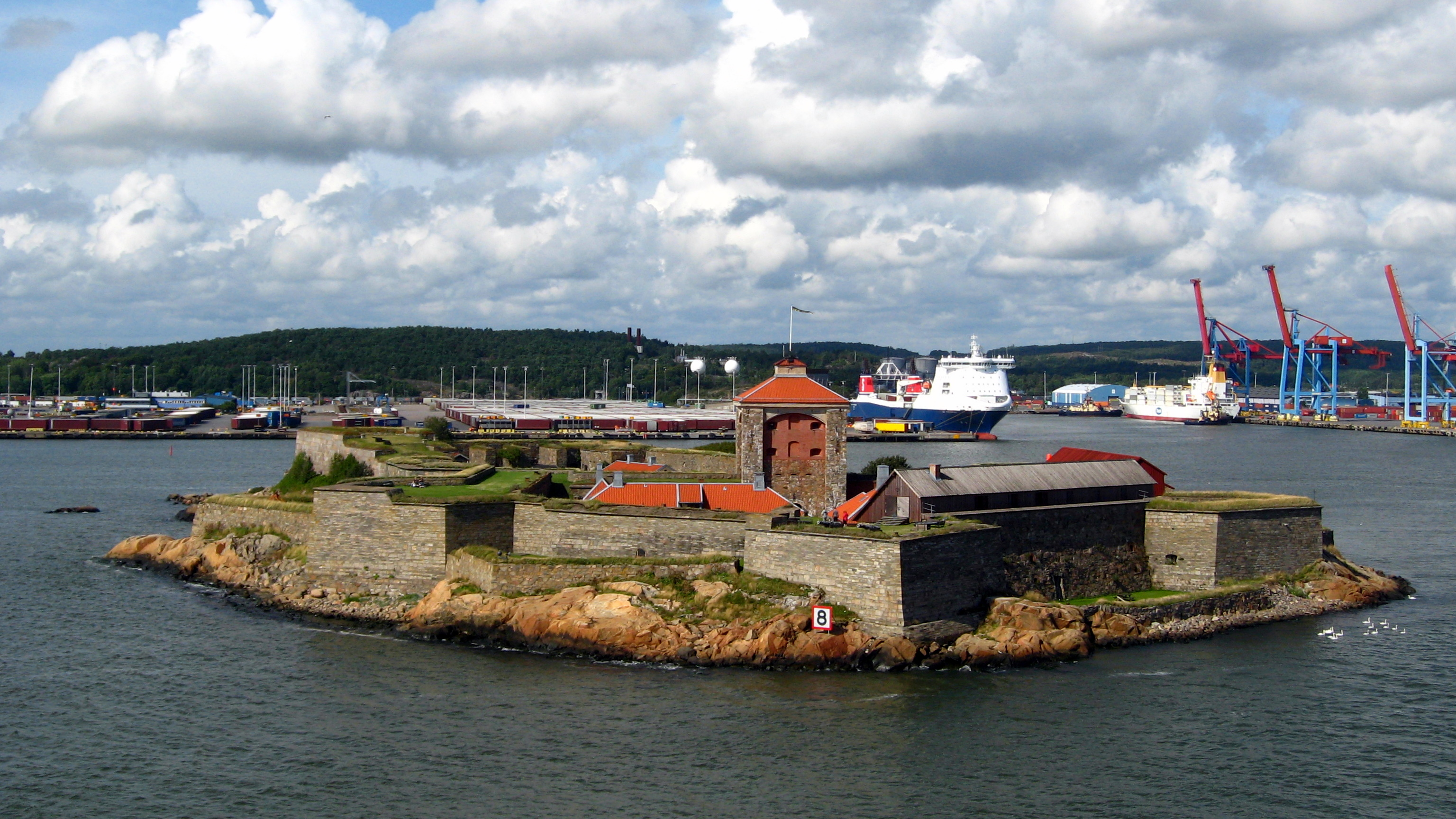
Fästningen Nya Älvsborg i Göteborgs hamninlopp.

Överste Gustaf Gadde var kommendant på Nya Älvsborg. Han ansågs vara en av Karl XII:s tappraste officerare, och hade varit med vid Humlebæk,  Narva, Düna, Kliszów, Holowczyn, Poltava, Prut och Karl XII:s norska fälttåg 1716. Gadde begärde att få 50 skeppspund fyrkantsjärn, som skulle huggas i bitar för att användas i kanonerna, "...för att spela efter tackel och tåg samt efter manskapet på de fientliga galejorna, om något försök göres mot fästningen." Dessutom "40 eller 50 tolfter groft timmer att öfverkläda brunnar m. m., samt 24 tolfter plank till betäckning öfver kruthvalfven."
I Fredrikstad talades det allmänt om att soldaterna som skeppades ombord till fartygseskadern där, gällde ett anfall mot Göteborg. Den stora mängden brännbart material som fördes ombord, kunde för en betraktare nästan enbart avse anfall mot örlogsfartyg i hamn, vilket tydde på anfall mot Strömstad eller Göteborg. Denna information kom på olika vägar till svenskarna. Generalguvernör Mörner kunde i ett brev till Karl XII i Lund berätta om ryktet den 20 april. Under en inspektionsresa till Sundsborg i slutet av april fick han i Uddevalla en ny bekräftelse på ryktet. Denna gång från en svensk officer som tagits tillfånga, och som "på parole" fått tillåtelse att tillfälligt lämna Norge. På sin fortsatta resa norrut fick han i Tanums prästgård information från generallöjtnant Magnus Julius De la Gardie att Tordenskiolds flotta passerat förbi, med en stor truppstyrka ombord. Mörner vidarebefordrade informationen till kungen, och tillade att han för Göteborgs försvar "gjort den anstalt som möjligen ske kan".

### Händelserna i Fladstrand
Den danska flottstyrkan kom till Fladstrand på förmiddagen den 30 april. Eftersom Tordenskiold ville smyga förbi Nya Älvsborg i mörker behövde fartygen vara i läge för anfall vid Göteborg senast klockan fyra på morgonen. Det var också mycket svårt för Tordenskiold att beräkna vind- och väderförhållanden under överfarten till Sverige.

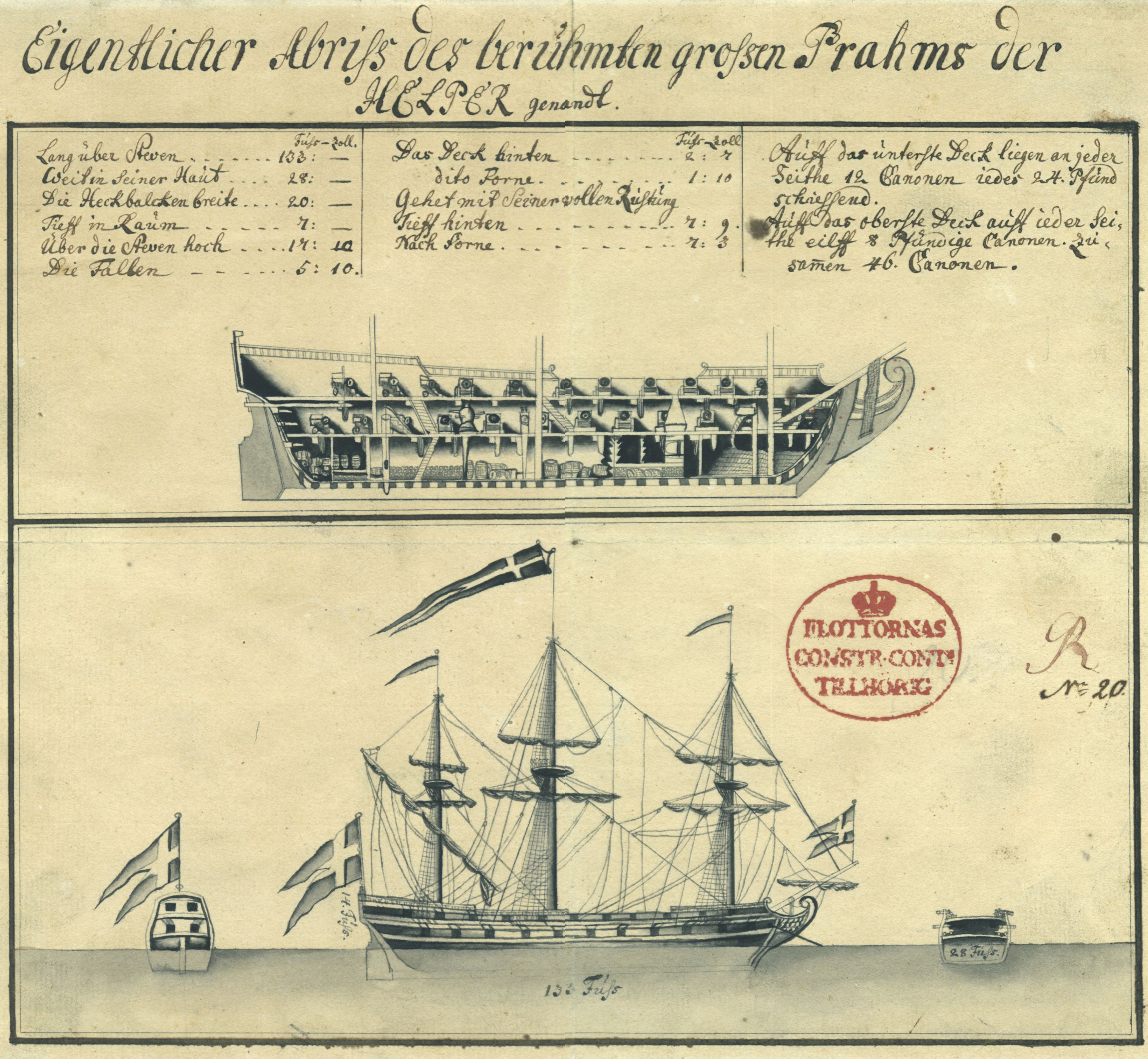
Danska skottpråmen Hjælperen från 1700-tals ritning. Fartyget deltog i slaget vid Dynekilen 1716, och anfallen mot Nya Varvet och Strömstad 1717. Den förenklade riggen innebar sämre seglingsegenskaper än motsvarande örlogsfartyg. Källa: Krigsarkivet.

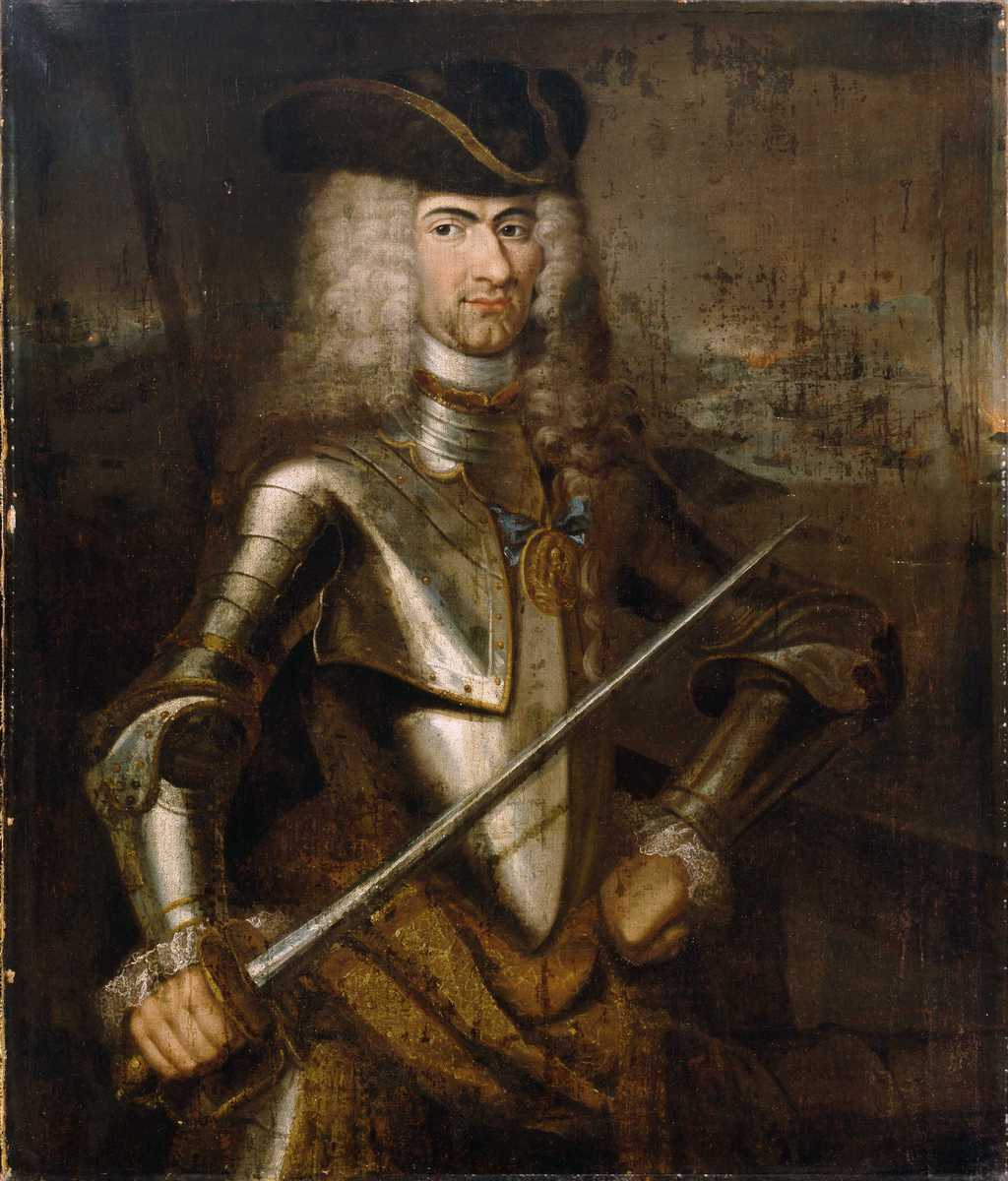
Peder Tordenskiold på ett porträtt av Jacob Coning från 1720, Oslo Museum.

Vosbein fanns redan i Fladstrand på sitt fartyg Søe-Ridderen, när Tordenskiold kom dit med sin eskader. I denna eskader ingick de båda artilleri- eller skottpråmarna Arca Noæ, latin för Noaks ark, samt Hjælperen. Dessa var en viktig del av anfallet med sina många kanoner. Samtidigt hade skottpråmarna en förenklad rigg och speciellt Arca Noæ var en dålig seglare, som behövde bogseras för att komma fram i tid. Tordenskiold beordrade därför Vosbein att delta i anfallet och bogsera Arca Noæ, vilket denne inte hade lust till. Under ett befälsmöte på Laaland samma dag uteblev Vosbein, och angav sjukdom som orsak till frånvaron. Dagen därpå skickade Tordenskiold ett brev till Vosbein, där han beskyllde honom för de tidigare händelserna med breven som inte skickats till general Wedel, och avslutade med den hotfulla formuleringen "med andet meere i sin tiid wisseligen wil komme paa hr. Captains Eget answar." För övrigt gällde för Vosbein att ingå i eskadern och följa order. Senare samma dag föreslog Vosbein att det var bättre om han fick gå ut och leta efter svenska kapare, men Tordenskiold svarade återigen att han skulle följa order och bogsera Arca Noæ.
Då vinden hade blivit västlig signalerade Tordenskiold med ett kanonskott cirka klockan halv sex på eftermiddagen den 1 maj, att hela anfallsstyrkan skulle gå till segels. Den största militära operationen hittills i hans karriär var därmed igång. Till mångas bestörtning tog inte Søe-Ridderen skottpråmen Arca Noæ på släp, utan fregatten satte kurs bort från anfallsstyrkan. Försök att få fartyget att vända, bland annat med avfyrande av skarpa kanonskott, gjorde ingen verkan. Eskadern fortsatte sin överfart, men den klumpiga Arca Noæ hann först vid sextiden på morgonen den 2 maj ikapp den övriga eskadern vid Vinga. Eftersom Tordenskiold inte ville börja angreppet utan båda skottpråmarna var det för sent att angripa, och man måste invänta den kommande natten. Från Nya Älvsborg avfyrades två kanonskott för att varna försvararna om danskarnas ankomst.

## 2 maj – Slaget börjar

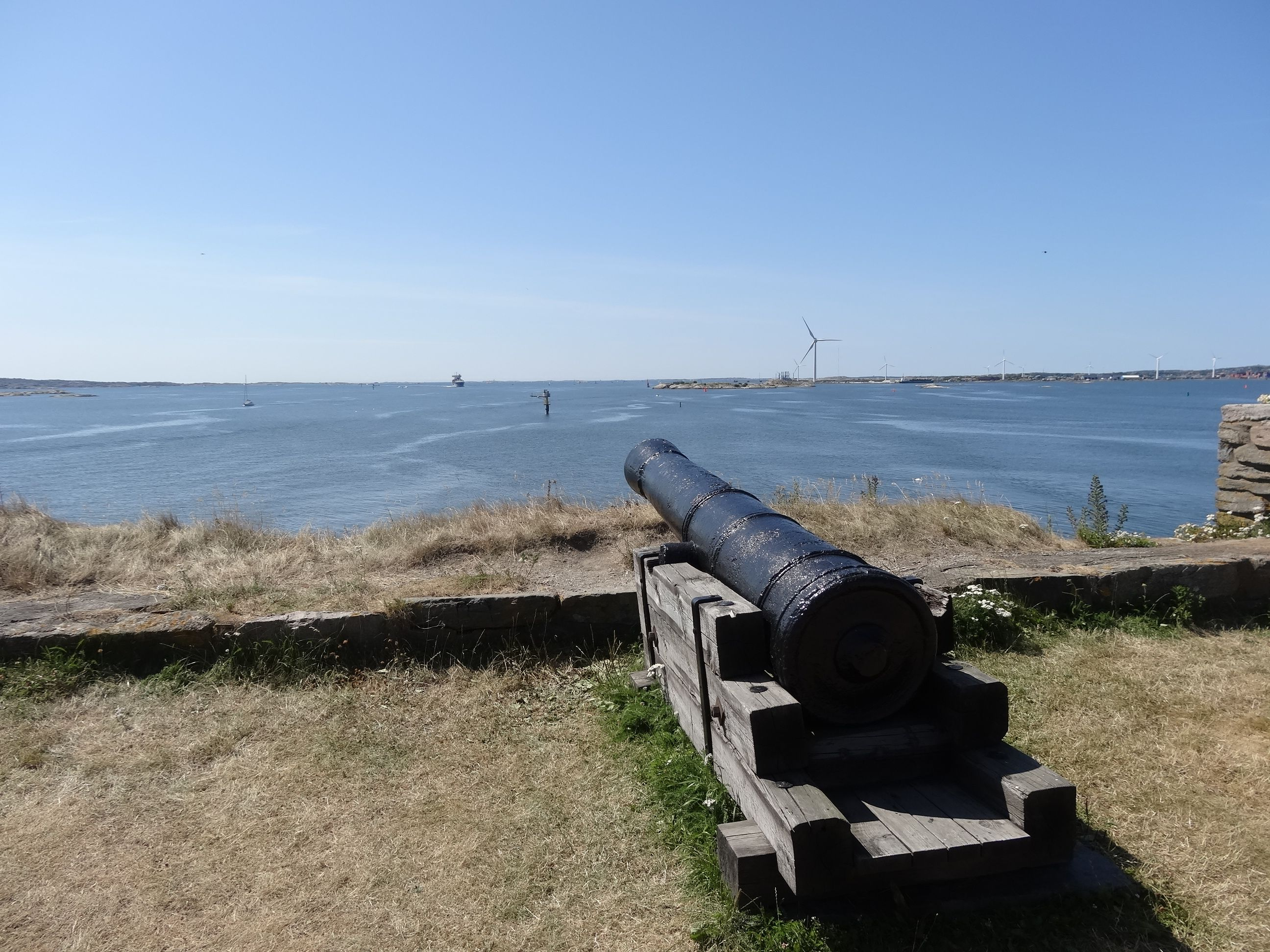
Rivö fjord och Knippelholmarna i Göteborgs hamninlopp, sett från bastion Havsfrun på Nya Älvsborg. På Risholmen två kilometer bort står det 145 meter höga vindkraftverket Big Glenn.

Den danska flottstyrkan som nu ankrade på Rivö fjord en halv mil från Nya Älvsborg, bestod av linjeskeppet Laaland, flaggskepp under Tordenskiolds befäl och bestyckad med 50 kanoner, samt linjeskeppet Fyen (50) med kapten Gerhard Sivers som befälhavare, skottpråmarna Hjælperen (46) under befäl av kaptenlöjtnant de l'Etang, och Arca Noæ (42) under kaptenlöjtnant Grib. Dessutom 9 galärer, 2 halvgalärer, 1 snau och 14 slupar, de sistnämnda lastade med brandgods. De danska fartygscheferna höll ett möte där man beslöt att fortsätta angreppet, trots att överraskningsmomentet till största delen var borta.

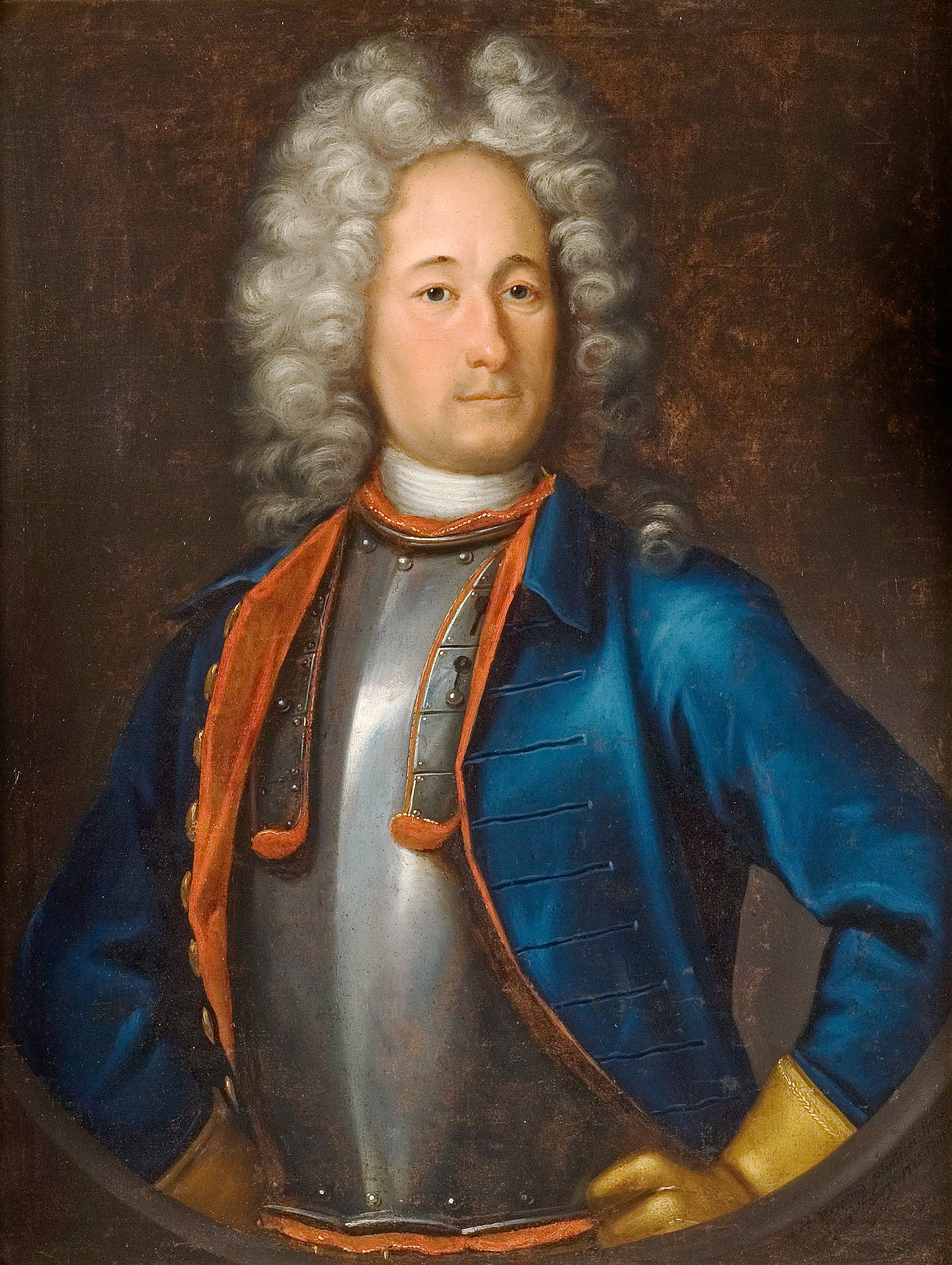
Amiral Olof Strömstierna (1664–1730). Målning av Johann Heinrich Wedekind 1715, Statens porträttsamling på Gripsholms slott.

På svensk sida låg Göteborgseskaderns fyra fregatter Stettin (46 kanoner), Kalmar (46), Varberg (40) och Charlotta (30) alla inom sänkverket på Nya Varvet, och i stort sett utan bemanning. De soldater som fanns tillgängliga  i göteborgstrakten bestod av tre förband. Dels Smålands tre- och femmänningsregemente till fot, som stod under befäl av överste Carl Henrik Cronstierna. Förbandet bestod av reservmanskap från de tre småländska länen, som inkallats sedan de ordinarie indelta soldaterna och deras ersättare redan sänts till fronten. Regementet hade mönstrats i Uddevalla den 11-14 april 1717 och bestod av 17 officerare, 25 underofficerare och 410 man. Dessutom fanns Sachsiska infanteriregementet, under befäl av överste Georg David Zengerlein. Detta regemente var sammansatt av sachsiska krigsfångar vilka tagits tillfånga i striderna med Sachsen-Polen, och var därför dåligt motiverade legosoldater. Regementet bestod från början av 1 200 man, men hade därefter minskat kraftigt i antal. Efter Karl XII:s fälttåg i Norge 1716 hade regementet blivit stationerat i garnison i Göteborg, där soldaterna utmärkte sig som odisciplinerade. Slutligen fanns den nyuppsatta Grenadjärbataljonen, under befäl av överste Johan Clausen. Förbandet, som satts upp på order av Karl XII i början av 1717, bestod av utvalda soldater från 8 olika regementen. Detta elitförband bestod av 16 officerare, 40 underofficerare och 512 man. Grenadjärbataljonen hade order att marschera till Strömstad, men hade blivit fördröjd i Göteborg. Totalt fanns cirka 1 000 man tillgängliga till försvar av hamninloppet.

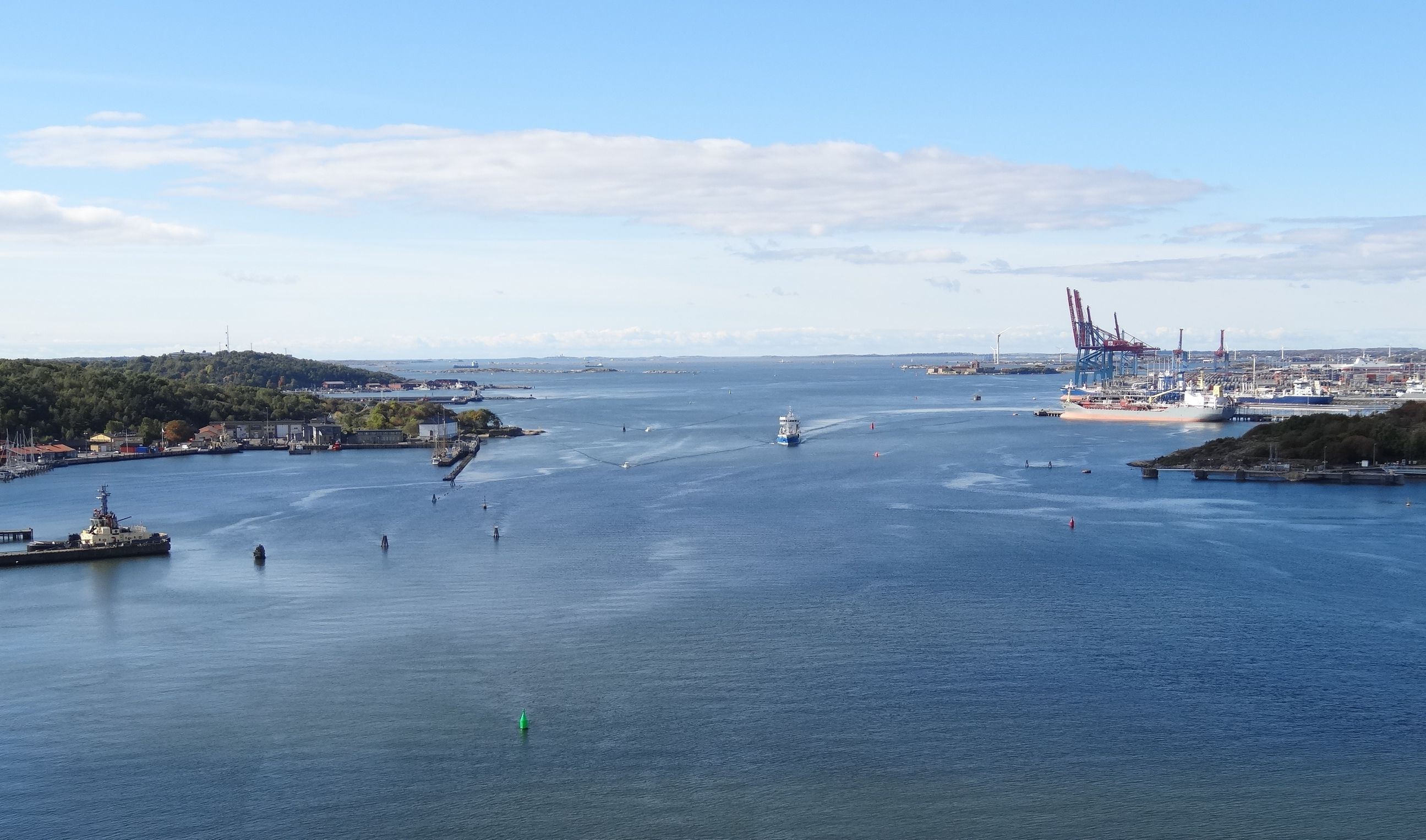
Slagfältet sett från Älvsborgsbron. Till vänster syns Nya Varvet och, längst bort, Käringberget. Till höger syns Rya Nabbe och, bortanför containerkranarna i Skandiahamnen, fästningen Nya Älvsborg.

Kanonbatterierna runt inloppet bemannades. På Lilla Billingen vid Nya Varvet fanns en skans samt ett strandbatteri som anlagts år 1700. Tvärs över älven på hisingssidan fanns ett motsvarande strandbatteri vid Rya Nabbe som nu också bemannades. Dessutom strömmade infanteri ut mot det branta Käringberget, där avsikten var att beskjuta de närmast liggande fartygen med musköt, och hindra fientliga landstigningsförsök på södra stranden av Göta älv. Viceamiral Olof Strömstierna ledde de praktiska försvarsåtgärderna med att spärra Göta älv, genom att placera fartyg tvärs över älven där den var som smalast.
Arvprins Fredrik av Hessen, senare kung Fredrik I, befann sig i Göteborg och tog nu aktiv del i försvaret. De två fregatter, Halmstad (46 kanoner) och Fredricus (36), som tidigare lånats ut till Gathenhielm ställdes på order av prins Fredrik under Strömstiernas befäl. Fredricus befann sig fullt rustad med besättning på 172 man till ankars utanför Nya Älvsborg, på väg ut på kaperi men hindrad av motvind. Den erfarne kaparkaptenen Nils Nilsson fick order att med sitt fartyg i stället delta i spärren över Göta älv. Fregatten Halmstad under befäl av kapten Henrik Wagenfelt var rustad, men inte bemannad, och var "så förlagd inuti skeppshamnen, att den kunde beskjuta inloppet". Manskap och befäl strömmade  till från Nya Varvet. Halmstad och de övriga fartygen bemannades så gott det gick, och fyra fartyg lades i en spärrlinje tvärs över älven. Till skydd mot äntring lade man ut bomstängsel framför fartygen, samt riggade ut balkar från fartygssidorna. Bakom sänkverket på Nya Varvet förankrades också galären Wrede.

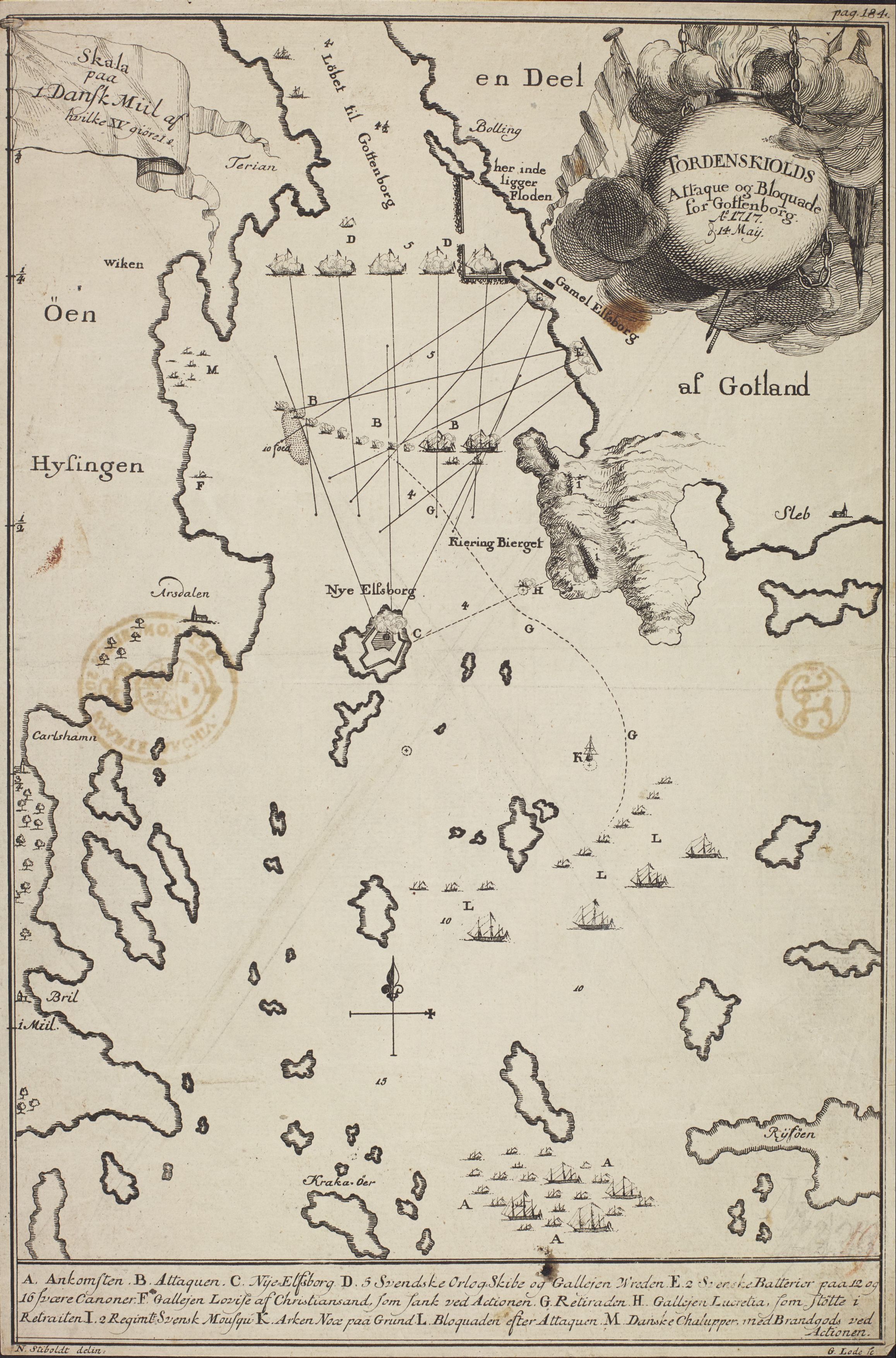
Tordenskiolds Attaque og Bloquade for Gottenborg 1717. Samtida kopparstick, vy från väster. Några felaktigheter är att berget Billingen (Bolling) och Gamla Älvsborg har bytt plats. Dessutom sjönk inte galären Louise (F), utan togs som god pris av svenskarna. Bildkälla: Det Kongelige Bibliotek, Köpenhamn.

Vid tretiden på eftermiddagen kom Mörner tillbaka till Göteborg efter sitt korta besök vid Sundsborg, och fick veta att Tordenskiolds flotta låg utanför Nya Älvsborg. Han satte sig genast "på hästen" och red ut för att inspektera de försvarsåtgärder som gjorts under hans frånvaro.
Ombord på danska linjeskeppet Fyen hade kapten Sivers börjat att fundera, och beslöt sig för att skriva ett brev till Tordenskiold. Han pekade på svenskarnas uppenbara förberedelser till försvar, och att de inte bara hade stöd av kanoner på Nya Älvsborg, utan också andra kanonbatterier runt inloppet. Han rådde därför Tordenskiold att "hidkalde Deres Stabsofficerer og kommandøren for galejflotillen (og) fremlægge den Ordre de maa have til denne Ekspedition, saa at enhver ma give sit Votum". Tordenskiold svarade kort, att Sivers inte hade haft invändningar vid krigsrådet tidigare på dagen. Anfallet skulle fortsätta, på grund av de stora utgifter som gjorts och den stora risk man redan tagit. Dessutom tillade han: "Men hvis hr. Captain maate tage i Betænkning actionen at biwaane; Da haaber Jeg i Herrens Navn, mit dessein, uden hans Assistence, dog løkkelig at fuldføre." Som ställföreträdande chef för anfallsstyrkan skulle Sivers vara med i anfallet, men hans chef Tordenskiold antydde nu att om han inte ville, underförstått vågade, vara med i anfallet så skulle Tordenskiold leda det ensam. Eftersom Sivers mod och officersheder var ifrågasatt, så var det troligt att han därefter ville var med där det var som farligast.
Under eftermiddagen mönstrade Tordenskiold sina besättningar och fartygsprästerna höll gudstjänst. När det vid niotiden på kvällen började mörkna lättade flottiljen ankar, och ryckte fram närmare Knippelholmarna. Här kastade linjeskeppen ankar, eftersom de inte skulle vara med i anfallet. Linjeskeppens besättningar och soldater bemannade nu i stället skottpråmar, galärer och slupar. Kvar på Laaland och Fyen fanns bara cirka 50 man. Eftersom vinden hade dött ut, måste fartygen ros, eller bogseras av roddbåtar i passagen mellan Nya Älvsborg och Käringberget. På Nya Älvsborg var vaksamheten stor, och närmare midnatt började fästningens kanoner, fastän på långt håll, ge eld.

## 3 maj – Slutstriden

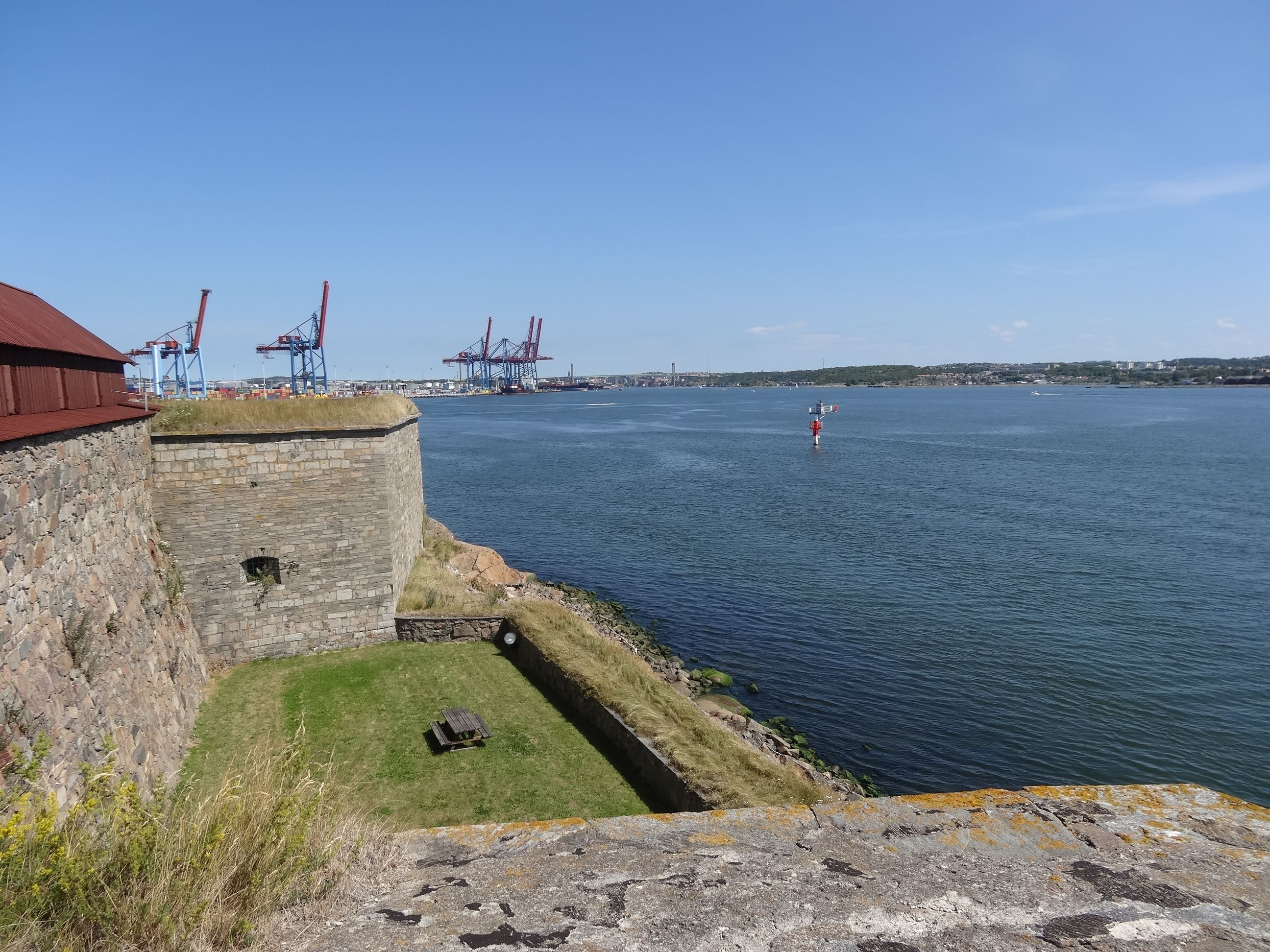
Vy från Nya Älvsborgs södra bastion, Havsfrun, mot öster och Göteborg. Bortom den låga artilleriställningen Stenbatteriet närmast, ligger den sydöstra bastionen Delfin.

Tordenskiolds plan var att först använda de båda skottpråmarna till att slå ut det svenska artilleriet, det hade varit en vinnande taktik vid Dynekilen. Därefter skulle de mindre fartygen gå in mot de försvarslösa örlogsfartygen och hamnanläggningarna, och sätta dem i brand. Arca Noæ gick i spetsen för anfallet, och möttes först av eldgivning från Nya Älvsborg. Skottpråmen besvarade elden och lyckades att med ett av skotten skjuta av flaggstången på fästningen. Detta togs som ett gott tecken, av de anfallande danskarna. Därefter kom den andra skottpråmen Hjælperen och ankrade upp för att kunna beskjuta svenskarna. Enligt befälhavaren Peder Hansen Grib på Arca Noæ fick han strida ensam i närmare en timma, innan Tordenskiold hann fram med de övriga fartygen, men det bekräftas inte av loggboken på Hjælperen.
En del av de mindre danska fartygen hölls i beredskap i norra delen av inloppet. Redan i början av striden blev galären Louise af Kristiansand (4 kanoner) skjuten i sank, och måste sättas på grund nära Hisingen. Den danska besättningen övergav fartyget, som snabbt övertogs av svenskarna. 
Tordenskiold rörde sig mellan olika slupar, och beskrev senare striden i en rapport.
| ”                                                                    | Jeg maate selv overalt være tilstede at ordinere og regulere alting, hvor den største Ild var, saa at jeg maate forlade een Chaluppe efter den anden. Een blef af tvenne 36 pundige Kugler skudt i Synk, og en Anden Aarene bort, og blef, hvor jeg var, med Døde og Blesserte omgiven, dog behagade det den Gode Gud, mig end i denne min 18:de Batallie at bevare med sunde Lemmer. | „ |
| – Peder Tordenskiold i rapport till danska amiralitetet i Köpenhamn. | |   |

Samtida tyskt kopparstick över blockaden och attacken mot Göteborg 1717, vy från väster. Bildkälla: Det Kongelige Bibliotek, Köpenhamn.

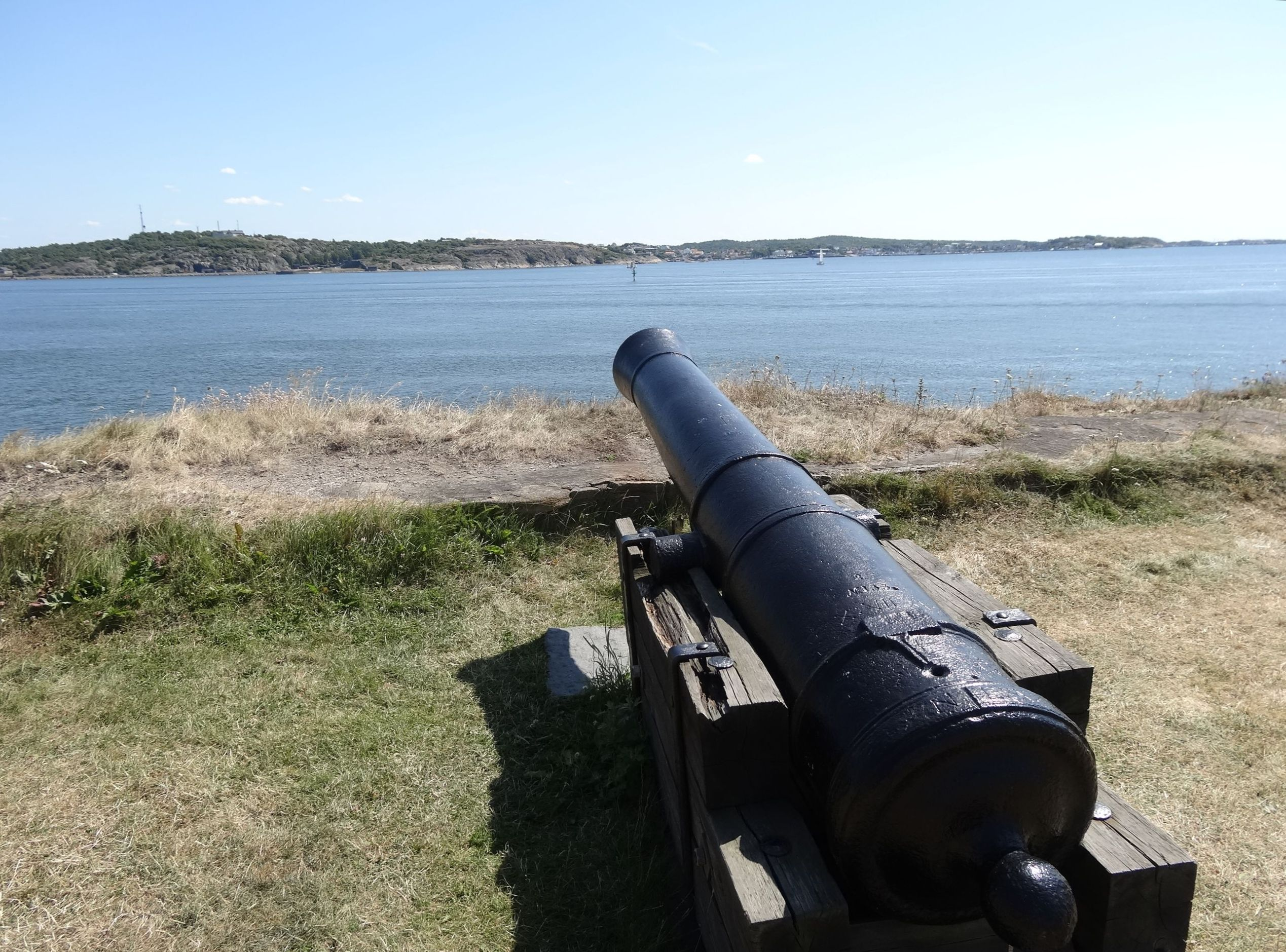
Vy från Nya Älvsborgs södra bastion, Havsfrun, mot sydost. Från vänster syns Käring- och Västerberget samt Långedrag.

Samma tur hade inte kapten Gerhard Sivers, som stupade vid Tordenskiolds sida, träffad av en kanonkula. Då det började ljusna blev eldgivningen från de svenska kanonerna på Nya Älvsborg, fregatterna på Göta älv och strandbatterierna intensivare och mera träffsäker. Vid halv sex-tiden gav Tordenskiold order till Arca Noæ och Hjælperen att gå närmare inpå Nya Varvet, men den svenska eldgivningen mattades ändå inte av. Mellan klockan halv åtta, och åtta gav han slutligen order om reträtt. Den ostliga vinden som börjat blåsa underlättade det danska återtåget.
Under återtåget fick danskarna lämna ytterligare ett fartyg. Det var galären Lucretia (2 kanoner), som erövrats av Tordenskiold vid Dynekilen året innan, men som nu återerövrades av svenskarna, efter att ha satts på grund vid Käringberget av sin besättning. Även Arca Noæ hamnade på grund under reträtten, i skärgården utanför Nya Älvsborg. Två svenska galärer styrde mot skottpråmen för att äntra. Enligt kaptenlöjtnant Grib höll han tillbaka fartygets eldgivning, tills man i sista ögonblicket avfyrade en kanonsalva från skottpråmens nedre batteridäck, "hvorved Appetiten forgick dem". Med hjälp av en galär som sänts av Tordenskiold drogs skottpråmen därefter av grundet. Grib beskrev också hur han med Arca Noæ täckte den danska reträtten, men loggboken från Hjælperen visar i stället att det fartyget täckte återtåget. Förlusterna var också större på Hjælperen, tio döda och tretton sårade, mot två döda och nio sårade på Arca Noæ.

## Slagets konsekvenser
Tordenskiold uppehöll sig ytterligare en tid i Göteborgs ytterskärgård, "ett gott kanonskott" från Nya Älvsborg, och höll staden i blockad. Han beskrev i sin rapport till det danska amiralitetet i Köpenhamn att striden varit mycket häftig, "i wærende krig ikke er passeret en nær saa skarp Batallie" Anfallet hade kostat den danska eskadern 52 döda och 79 svårt sårade. Dessutom var 40 lätt sårade, som kunde fortsätta att arbeta.

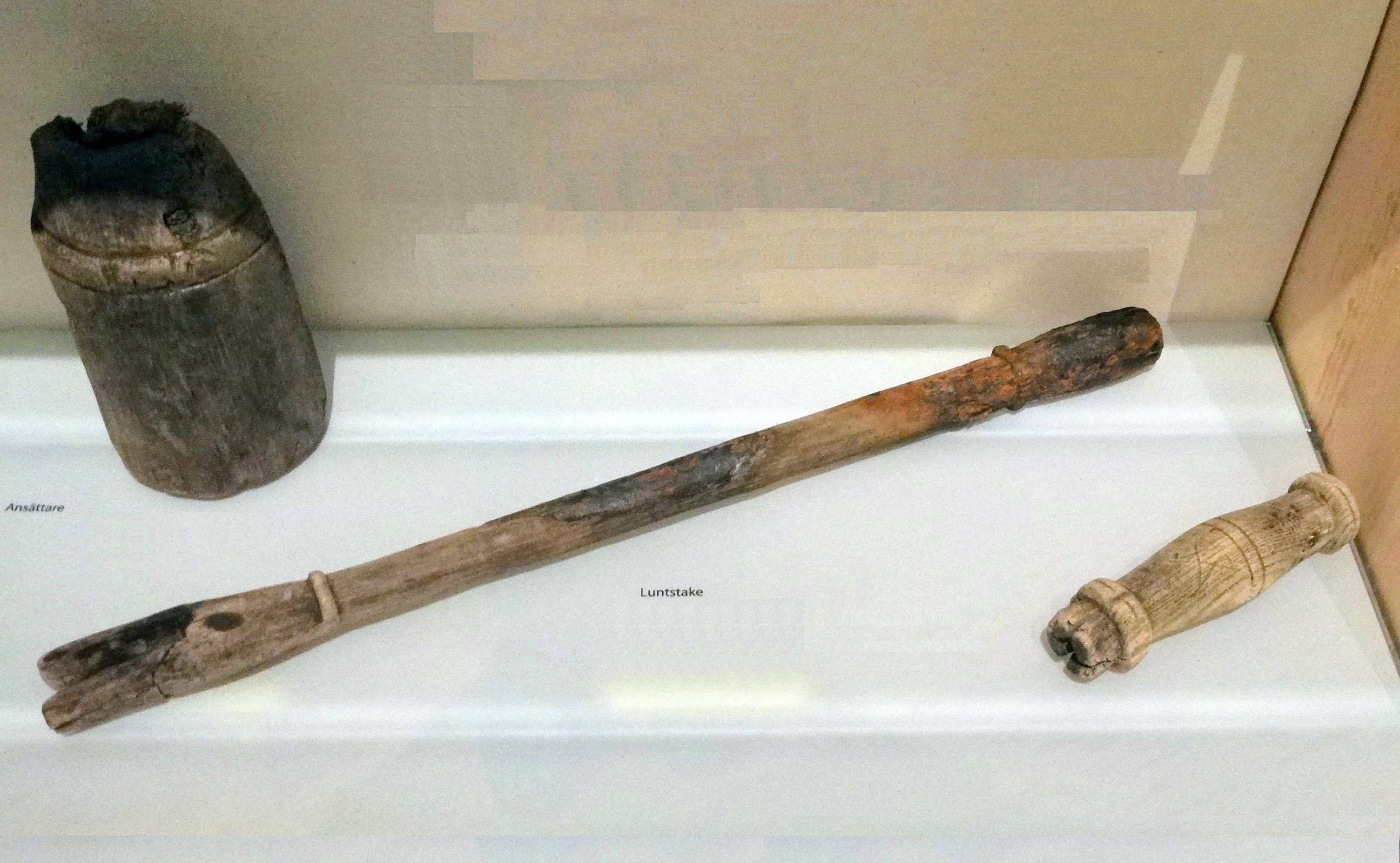
Arkeologiska fynd från vraket efter fregatten Fredricus i Marstrand, utställda på Bohusläns museum, Uddevalla. Till vänster syns huvudet av en ansättare, som användes till att packa krutladdningen i kanonen innan avfyrning. Dessutom luntstakar för att hantera den brinnande luntan. Det högra handtaget med en stjärna som personligt märke.

På svensk sida hade manskapsförlusterna varit små, men "våra fregatter och galärer är tämligen genomborrade" nämner generalguvernör Mörner i sin rapport till Karl XII. Av fregatterna var speciellt Fredricus svårt sönderskjuten, och först i början av september kunde Lars Gathenhielm återigen använda Fredricus och Halmstad i sin kaparverksamhet. Viceamiral Strömstierna som lett de praktiska arbetena med Göteborgseskadern under Mörner, fick nu sin revansch för det tidigare nederlaget mot Tordenskiold vid Dynekilen, och han blev chef över Göteborgseskadern 1 juni 1717.
Den 5 maj sände Tordenskiold två galärer och tre dubbelslupar till Kungsbackafjorden med avsikt att bränna upp svenska galärer som var under byggnad på ett mindre varv vid Onsala. Detta misslyckades dels på grund av för grunt vatten, och dels svenskt kavalleri som drev tillbaka de landstigna danskarna mot havet. I stället brändes en repslagarbana, samt Gathenhielms gård i Onsala. För Tordenskiold innebar striderna vid Göteborg han karriärs första större nederlag, och han skriver i sina rapporter också att han beklagar kapten Sivers död, och angående den dödande kulan "langt heller seedt at havde træffed hr. Captain Vosbein". I ett brev den 8 maj beordrade Tordenskiold att kapten Vosbein skulle fråntas befälet på fregatten Søe-Ridderen, och överlämna sig till Laaland där han skulle placeras i arrest. På kvällen den 15 maj hävdes blockaden av Göteborg, och Tordenskiolds eskader seglade mot Norge. En starkt bidragande orsak till hans återtåg var den stora sjukligheten bland hans besättningar och soldater.
Den 26 maj kom Vosbein till Larvik som en hjälte med sin fregatt, efter att ha genomfört en framgångsrik strid mot Gathenhielms kaparfregatt Svenske Islandsfararen. Kaparfregatten fick efter en dagslång strid mot Søe-Ridderen stryka flagg, och bogserades därefter in till Larvik. Den 28 maj fick Tordenskiold ett brev från den danske överkrigssekreteraren Christian Gabel. Han hade tidigare som viceamiral varit ett stöd för Tordenskiold, men var nu kritisk till hans beteende. Gabel påpekade att kung Fredrik IV var missnöjd över förlusterna i Göteborg, och anfallet borde inte ha genomförts under så osäkra förhållanden. Gabel bad också Tordenskiold att inte styras av hämndgirighet i förhållande till Vosbein. Den 2 juni fick Tordenskiold ett brev från Vosbein, där den senare bad om ursäkt och förnyat förtroende. Även mellan Tordenskiold och general Wedel var tonen skarp veckorna efter anfallet mot Göteborg. Wedel hävdade att han inte vare sig känt till, eller godkänt, ett sådant anfall. Detta fick Tordenskiold att irriterat påminna om att det varit samtal om anfallet dem emellan vid två till tre tillfällen.
Efter ytterligare ett misslyckat anfall den 8 juli, denna gång mot Strömstad, fråntogs Tordenskiold befälet över Norges sjöförsvar. De danska förlusterna vid Strömstad var dubbelt så stora som vid Göteborg.  Han blev i augusti 1717 underställd schoutbynacht Andreas Rosenpalm, som blev ny chef. Den 29 oktober samma år blev Tordenskiold ersatt också på denna biträdande post av Rosenpalms nya biträdande officer, den till kommendörkapten befordrade Christian Vosbein.
I april 1716 hade viceamiral Lewenhaupt varnat för att en liten dansk truppstyrka skulle kunna göra stor skada mot fartyg och anläggningar i Göteborg, och att örlogsfartygen var tryggare i det bättre befästa Marstrand.  I september 1717 inspekterade Karl XII försvarsanläggningarna i Strömstad, och på tillbakavägen till Lund besökte han Göteborg den 20 september och inspekterade även Göteborgseskadern. Dagen efter red han ut "åt gamla och nya skeppsvarven till att se varest de Danske attackerat förleden Maj månad." Han besökte senare också Onsala. Enligt Mörner befallde kungen vid besöket " att den Göteborgske eskadern hädanefter skall bliva liggande allt stadigt uti Marstrand och vissa galärer därav uti Strömstad, till vilken ända på bägge dessa orter tjänliga skeppsvarv efter handen bör inrättas." Kungen skrev en skriftlig order om detta den 1 oktober. Överförandet av fartygen var fullbordat under senare delen av november. Genom denna omflyttning till två baser hindrades danskarna från att slå ut hela Göteborgseskadern med en enda attack, och Göteborg blev en tillfällig ankarplats vid behov för flottans fartyg. De ekonomiska resurserna tillät inte att nya skeppsvarv byggdes upp, vilket gjorde att fartygen blev stillaliggande i brist på underhåll och utrustning, framförallt i Marstrand.